# Play Me Out
Play Me Out — дебютный сольный студийный альбом бывшего басиста и вокалиста Deep Purple и Trapeze Гленна Хьюза, выпущен в июле 1977 года. Диск ознаменовал определённые изменения в стиле Хьюза — по сравнению с тяжёлыми рок-альбомами периода Deep Purple, он начал двигаться в сторону фанка и соула. Альбом был переиздан в 2010 году в качестве специального релиза, который включил перезаписанное аудио с оригинальных плёнок.

## Об альбоме
Хьюз изначально планировал выпустить сольный альбом до распада Deep Purple. Первоначально в качестве продюсера рассматривался Дэвид Боуи.. В связи с графиком гастролей Deep Purple у Хьюза просто не было времени, чтобы спродюсировать альбом.
После распада Deep Purple в 1976 году Хьюз вернулся к альбому и начал запись в Lee Sound Studio в Пельсалле. Бывшие одногруппники Хьюза по Trapeze Мел Гэлли и Дэйв Холланд записали для альбома соответственно партии гитары и ударных, а в 1976 Trapeze воссоединились для тура. Воссоединение было недолгим, тур по США не был завершён.
Хьюз вернулся в студию осенью 1976, чтобы сделать последние штрихи к альбому, но это было ещё за год до выхода альбома. С ростом популярности панк-рока, для Хьюза было тяжело получить поддержку для записи, поэтому Play Me Out первоначально был выпущен только в Германии. Он не был выпущен в Великобритании до 1978 года, где он получил мало внимания и был вскоре забыт.
Альбом был переиздан в 1983 и 1990 годах ограниченными изданиями. В 1995 Play Me Out был снова переиздан на RPM Records, и на этот раз в него были включены пять бонус-треков: Smile (укороченный сингл, который так и не вышел), два трека были взяты из заброшенного в 1978 дополнения к альбому и два от сессий 1994 года. Хьюз считал, что эти песни были очень близки по духу к Play Me Out.

## Список композиций
1. «I Got It Covered» — 5:38 (Хьюз)
2. «Space High» — 4:57 (Хьюз)
3. «It’s About Time» — 4:59 (Хьюз)
4. «LA Cut Off» — 4:27 (Хьюз)
5. «Well» — 1:29 (Хьюз)
6. «Soulution» — 5:40 (Хьюз)
7. «Your Love Is Like A Fire» — 6:28 (Хьюз)
8. «Destiny» — 4:56 (Гэлли, Холланд, Хьюз)
9. «I Found A Woman» — 4:03 (Хьюз)

### Бонус-треки переиздания 1995 года
1. «Smile» — 4:26 (Хьюз)
2. «Getting Near To You» — 4:08 (Хьюз)
3. «Fools Condition» — 4:07 (Хьюз)
4. «Take Me With You» — 4:48 (Хьюз)
5. «She Knows» — 4:57 (Гоуди, Хьюз)

## Участники записи
- Гленн Хьюз — вокал, бас-гитара, гитара и клавишные
- Мел Гэлли — гитара
- Боб Боуман — гитара
- Пэт Трэверс — гитара
- Дэйв Холланд — ударные
- Терри Роули — фортепиано
- Роберт Бэйли — фортепиано
- Рон Эспри — медные духовые инструменты
- Генри Лоутер — труба
- Марк Носиф — перкуссия
- Тим Герт — ударные на треках 11 и 12
- Марк Бонилла — различные инструменты на треке 13
- Брюс Гоуди — различные инструменты на треке 14